# Таеко Кавакацу
Таеко Кавакацу (јап. 河角 多恵子) бивша је јапанска фудбалерка.

## Репрезентација
За репрезентацију Јапана дебитовала је 1988. године. За тај тим одиграла је 2 утакмице.

## Статистика
| Јапан  | Јапан | Јапан |
| Год.   | Ута.  | Гол.  |
| ------ | ----- | ----- |
| 1988   | 2     | 0     |
| Укупно | 2     | 0     |